# 伍拉斯頓群島

伍拉斯頓群島（西班牙語：Islas Wollaston）是智利的群島，位於該國南部德雷克海峽附近，北方與納瓦里諾島隔納索灣相望，南方緊鄰合恩角所在的赫米特群島，行政方面由麥哲倫-智利南極大區負責管轄，屬於火地群島的一部分，由4個主要島嶼組成，面積350平方公里，群島上無人居住。
55°40′S 67°30′W / 55.667°S 67.500°W